# Ständige Arbeiten unter Tage
Ständige Arbeiten unter Tage ist ein Begriff aus der knappschaftlichen Versorgung, der in § 61 SGB VI definiert ist und für den Anspruch auf bestimmte knappschaftliche Leistungen von Relevanz ist. 
Ständige Arbeiten unter Tage sind demnach Arbeiten nach dem 31. Dezember 1967, die ihrer Natur nach ausschließlich unter Tage ausgeübt werden. Arbeiten, die im Beitrittsgebiet vor dem 1. Januar 1992 überwiegend unter Tage ausgeübt wurden, gelten nach § 254a SGB VI ebenfalls als ständige Arbeiten unter Tage. Als ständige Arbeiten unter Tage gelten auch 
- Arbeiten, die teilweise über Tage ausgeübt werden, wenn mindestens 18 Schichten im Kalendermonat unter Tage stattfinden; Schichten, die aufgrund eines gesetzlichen Feiertags ausfallen, gelten als unter Tage ausgeübt
- Arbeiten als Mitglied der Grubenwehr mit Ausnahme der Gerätewarte
- Arbeiten als Mitglied des Betriebsrats, wenn der Arbeitnehmer in dieser Zeit von ständigen Arbeiten unter Tage freigestellt ist

Schichten gelten auch dann als unter Tage ausgeübt, wenn sie wegen Arbeitsunfähigkeit oder Urlaubs ausfallen oder der Arbeitnehmer sich in dieser Zeit in medizinischer Rehabilitation oder einer Maßnahme zur Teilhabe am Arbeitsleben oder einer Vorsorgekur befindet; Voraussetzung ist, dass im laufenden Kalendermonat Beiträge wegen ständiger Arbeiten unter Tage gezahlt werden und in den vorhergehenden drei Monaten an mindestens einem Monat ständige Arbeiten unter Tage ausgeübt wurden.